# Tarbes Gespe Bigorre
Maillots
Actualités
Le Tarbes Gespe Bigorre est un club de basket-ball français basé à Tarbes (Hautes-Pyrénées) .

## Historique

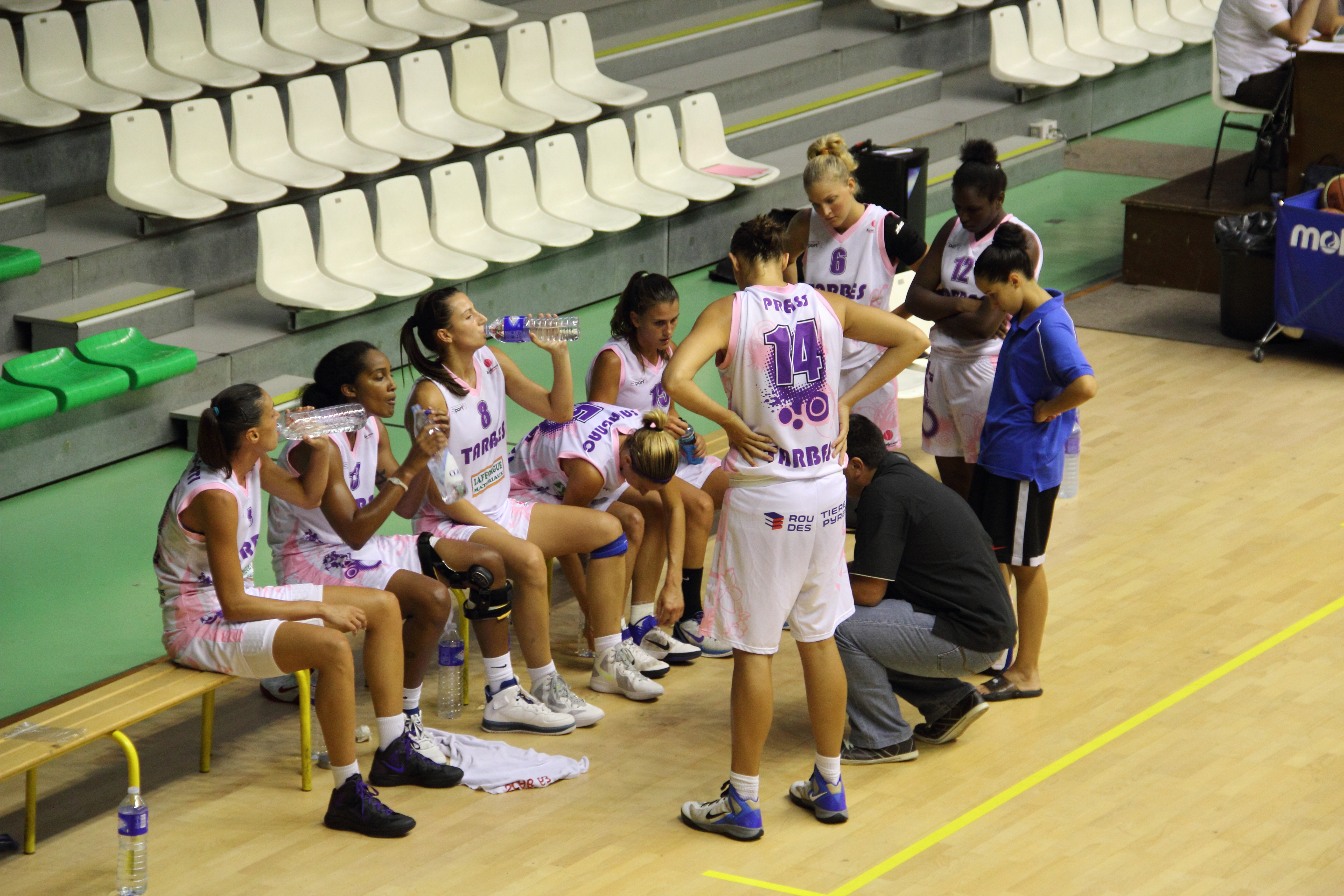
L'équipe en 2012.

Issu de la fusion de l’équipe masculine de l’Association sportive et culturelle de la Gespe et du Basket Club tarbais féminin, le Tarbes Gespe Basket voit le jour en mai 1983. 4 ans plus tard, les premiers résultats d’importance arrivent, montrant également la volonté de formation du TGB avec une victoire finale en Coupe de France cadette. Suivant cet élan, l’équipe élite monte de NF4 en NF3 (1989) puis de NF3 en NF2 (3e division - 1990). L’aventure ne s’arrête pas là, en 1991 l’équipe gagne son accession en NF1B (avec le titre de champion de France de NF2 en prime). La dynamique est trop bonne pour être stoppée et en 1992 le TGB est champion de France de NF1B et accède au plus haut niveau français, la NF1A.
Avec cette accession le club change de nom pour celui de Tarbes Gespe Bigorre, du nom du cours d’eau de la Gespe (qui donne également son nom à un quartier de la ville) et de la région historique de la Bigorre dont Tarbes est le chef-lieu. Cela lui réussit plutôt bien puisque le club s’installe parmi les meilleurs de France dès ses premières années (vice-champion en 1993 et 1995 et vainqueur du Tournoi de la Fédération 1995).
Après avoir réussi à gravir les échelons français, le TGB en fait alors de même avec l’Europe et remporte en 1996 la Coupe Liliana Ronchetti. Une année plutôt faste puisque le club remporte également la Coupe de France, trophée qu’il conservera à l’issue des éditions 1997 et 1998.
Fidèle à son esprit de formation, le TGB remporte le Trophée du futur (catégorie cadettes) avant de renouer avec la victoire en Europe en 2002, une nouvelle fois avec la Coupe Ronchetti, malheureusement le club échouera en finale cette année-là contre Schio. Depuis 2002, le club a été une nouvelle fois vice-champion de France (2003), a remporté une nouvelle Coupe de France cadettes (2004) et a atteint pour la première fois de son histoire les huitièmes de finale de l’Euroligue (2005). La création de la société sportive TGB Développement en 2006 a depuis pour mission de ramener le TGB à ce stade de la compétition et pourquoi pas viser plus haut.
En 2010, le club est pour la première fois sacré champion de France, devenant la première équipe depuis 1993 et Challes-les-Eaux à remporter le championnat hormis Valenciennes ou Bourges. Cependant l'entraîneur François Gomez est remplacé par Alain Jardel. « Nous sommes le 7e ou 8e budget en France et pour remettre les choses au point, c'est la moitié du budget de Bourges. Si l'on veut donc exister demain et rester sur le haut, il faut travailler sur la formation des jeunes joueuses, ce qui n'a pas été fait. L'homme de la situation, c'est Alain Jardel ! Et c'est donc pour cela que je n'ai pas renouvelé le contrat de François Gomez. » justifie le président. Le club perd des joueuses historiques comme Isabelle Yacoubou et mise sur des espoirs comme Ana Cata-Chitiga, joueuse venant de Bourges. S'ensuivent plusieurs saisons avec moins de réussite au terme desquelles Michel Uriarte cède la présidence après 11 ans à la tête du club à l'été 2014 à Jean-Christophe Gonzalez et Fabrice Duran, qui démissionnent cependant quelques semaines plus tard. Michel Uriarte fait donc son retour et annonce des ambitions vouloir retrouver les compétitions européennes après une saison 2014 conclue par une décevant la 11e place. Avec son budget d'1,2 million d'euros, le TGB (au logo relooké) compte dans ses rangs la jeune américaine Alex Bentley qui sort d'une excellente saison WNBA.
Après une victoire au Challenge round qui qualifie sportivement le club pour l'Eurocoupe 2015-2016, Tarbes annonce le retour de l'entraîneur François Gomez. L'effectif devrait être sensiblement modifié, seules Joyce Cousseins-Smith et Sylvie Gruszczynski restant au club. Toutefois, le co-président Alain Coll révèle « Après six mois passés au sein du TGB, en co-présidence afin de préparer la saison prochaine, j'ai découvert que la situation financière était bien pire que celle annoncée quand j'ai accepté de rejoindre les structures du club » et avoir demandé la nomination d'un administrateur judiciaire. Le club repart en Ligue 2 avec un budget limité à 150 000 euros de masses salariale avec le François Gomez et de son assistant qui ont accepté de travailler bénévolement. Tarbes remporte le Final Four organisé à domicile et gagne ainsi le droit de retrouver la LFB après une année purgatoire.
Exclu de la LFB malgré la qualification pour la finale du championnat 2024-2025, Tarbes reprend est engagé en Nationale 1 pour la saison 2025-2026.

## Structure du club

### Raison sociale
Nommée TGB Développement, la société du Tarbes Gespe Bigorre a été créée à l’été 2006. C'est une SARL ou plutôt une SAS, avec pour but de gérer au mieux le budget du club et son impact marketing pour replacer le TGB dans l’élite du basket-ball européen. 

### Identité et image

#### Blasons
Au fil de sa progression, le TGB a souvent changé de logo, mais la figure de l’ours (présent non loin dans les Pyrénées) reste associée à l’image du club de 1999 à 2014, remplacée à cette date par les montagnes elles-mêmes :

Jusqu’à 1995
1995-1999
1999-2003
2003-2009
2009-2014
Depuis septembre 2014

#### Couleurs
- à domicile : blanc
- à l’extérieur : violet

Les couleurs du club sont le blanc et le mythique violet. Cependant, de la saison 1999-2000 à la saison 2006-2007, l’équipe féminine élite joua en bleu et non plus en violet. Les supporters, qui étaient restés les Ultraviolets, réclamèrent le retour du violet et obtinrent satisfaction : le TGB rejouera en violet à la rentrée 2007.

## Palmarès

### Titres et trophées
- Coupe d’Europe L. Ronchetti : 1996 (finaliste en 2002)
- Champion de France : 2010
- Coupe de France : 1996, 1997, 1998 (finaliste en 2009 et 2010)
- Vice-champion de France : 1993, 1995, 2003, 2009, 2011, 2018, 2025
- Tournoi de la Fédération : 1995
- Challenge Round LFB : 2008, 2013, 2015[14].
- Coupe de France cadettes : 1987, 2004
- Champion de France de 2e division : 1992, 2016

### Parcours saison par saison
| Saison    | Championnat | Place (play-off)                | V–D                | Place (saison rég.) | V–D   | Tournoi de la Fédération | Coupe de France | Coupe d’Europe  | Bilan              | V–D   |
| --------- | ----------- | ------------------------------- | ------------------ | ------------------- | ----- | ------------------------ | --------------- | --------------- | ------------------ | ----- |
| 1990-1991 | NF2         | 1er · champion                  |                    |                     |       | -                        | 2e              | -               | -                  | -     |
| 1991-92   | NF1B        | 1er · champion                  |                    |                     |       | -                        |                 | -               | -                  | -     |
| 1992-93   | NF1A        | 2e · vice-champion              |                    |                     |       | -                        |                 | -               | -                  | -     |
| 1993-94   | NF1A        | 3e                              |                    | 3e                  |       | 3e                       |                 | Coupe Ronchetti | Demi-finale        | 11-3  |
| 1994-95   | NF1A        | 2e · vice-champion              |                    | 2e                  |       | 1er                      |                 | Coupe Ronchetti | ¼ finale           | 7-3   |
| 1995-96   | NF1A        | 3e                              | 2-4                | 2e                  | 11-3  | 2e                       | 1er             | Coupe Ronchetti | 1er · champion     | 13-3  |
| 1996-97   | NF1A        | 3e                              | 2-4                | 4e                  | 15-7  | 2e                       | 1er             | Coupe Ronchetti | ⅛e finale          | 8-2   |
| 1997-98   | NF1A        | 3e                              | 1-5                | 3e                  | 16-4  | 4e                       | 1er             | Coupe Ronchetti | ⅛e finale          | 6-2   |
| 1998-99   | LFB         | 5e                              | 5-1                | 6e                  | 9-13  | -                        | ¼ f.            | Coupe Ronchetti | Non disputée       |       |
| 1999-00   | LFB         | 5e                              | 5-1                | 5e                  | 12-10 | -                        | ¼ f.            | Coupe Ronchetti | 1/16e finale       | 2-4   |
| 2000-01   | LFB         | 5e                              | 5-1                | 5e                  | 14-8  | -                        | ¼ f.            | Coupe Ronchetti | Phase de poule     | 5-3   |
| 2001-02   | LFB         | 3e                              | 2-4                | 3e                  | 16-6  | 3e                       | ¼ f.            | Coupe Ronchetti | 2e · vice-champion | 13-3  |
| 2002-03   | LFB         | 2e · vice-champion              | 3-5                | 4e                  | 13-9  | 4e                       | ¼ f.            | Euroligue       | Phase de poule     | 3-11  |
| 2003-04   | LFB         | 3e                              | 2-4                | 4e                  | 12-8  | 3e                       | ½ f.            | Eurocoupe       | Conférence ouest   | 3-3   |
| 2004-05   | LFB         | 4e                              | 1-5                | 4e                  | 12-8  | 3e                       | ⅛e f.           | Euroligue       | ⅛e finale          | 6-8   |
| 2005-06   | LFB         | 3e demi-finaliste               | 3-3                | 5e                  | 15-11 | -                        | ⅛e f.           | Eurocoupe       | 1/16e finale       | 5-3   |
| 2006-07   | LFB         | 5e ¼ finaliste                  | 1-3                | 8e                  | 12-14 | -                        | ¼ f.            | Eurocoupe       | ⅛e finale          | 6-4   |
| 2007-08   | LFB         | 5e vainqueur du Challenge Round | 4-1-1              | 10e                 | 11-15 | -                        | ⅛e f.           | Eurocoupe       | ⅛e finale          | 8-2   |
| 2008-09   | LFB         | 2e · vice-champion              | 3-2                | 2e                  | 24-2  | -                        | 2e              | Eurocoupe       | ⅛e finale          | 8-2   |
| 2009-10   | LFB         | 1er · champion                  | 4-0                | 1er                 | 23-3  | -                        | 2e              | Euroligue       | Phase de poule     | 2-8   |
| 2010-11   | LFB         | 2e · vice-champion              | 2-2                | 3e                  | 18-8  | -                        | ¼ f.            | Euroligue       | Phase de poule     | 3-7   |
| 2011-12   | LFB         | 7e                              | 0-2                | 5e                  | 14-12 | -                        | 1/16e f.        | Euroligue       | Phase de poule     | 0-10  |
| 2012-13   | LFB         | 5e vainqueur du Challenge Round | 4-0                | 5e                  | 15-11 | -                        | ⅛e f.           | Eurocoupe       | ¼ finale           | 7-3   |
| 2013-14   | LFB         | 11e                             | -                  | 11e                 | 8-18  | -                        | ¼ f.            | Eurocoupe       | 1/16e finale       | 4-3-1 |
| 2014-15   | LFB         | 5e vainqueur du Challenge Round | 4-1                | 6e                  | 16-10 | -                        | ⅛e f.           | -               | -                  | -     |
| 2015-16   | LF2         | 1er · champion                  | 2-0                | 1er                 | 20-1  | -                        | 1/16e f.        | -               | -                  | -     |
| 2016-17   | LFB         | 10e 2e des Playdowns            | 4-2                | 10e                 | 5-17  | -                        | ⅛e f.           | -               | -                  | -     |
| 2017-18   | LFB         | 2e · vice-champion              | 5-3                | 6e                  | 13-9  | -                        | ¼ f.            | -               | -                  | -     |
| 2018-19   | LFB         | ¼ f.                            | 0-2                | 8e                  | 9-13  | -                        | ½ f.            | Eurocoupe       | ⅛e f.              | 7-3   |
| 2019-20   | LFB         | Saison interrompue              | Saison interrompue | 11e                 | 4-12  | -                        | ½ f.            | -               | -                  | -     |
| 2020-21   | LFB         | ¼ f.                            | 0-2                | 8e                  | 9-13  | -                        | ⅛e f.           | -               | -                  | -     |
| 2021-22   | LFB         | 11e                             | 3-3                | 10e                 | 7–15  | -                        | ¼ f.            | Eurocoupe       | 1/32 f.            | 7-3   |
| 2022-23   | LFB         | 10e                             | 2–4                | 9e                  | 8–14  | -                        | ¼ f.            | -               | -                  | -     |
| 2023-24   | LFB         | 3e demi-finaliste               | 2–2                | 7e                  | 10–12 | -                        | ½ f.            | -               | -                  | -     |
| 2024-25   | LBWL        | 2e · vice-champion              | 2–3                | 8e                  | 9–13  | -                        | ½ f.            | Eurocoupe       | 1/16 f.            | 5–3   |

## Personnalités historiques du club

### Entraîneurs successifs

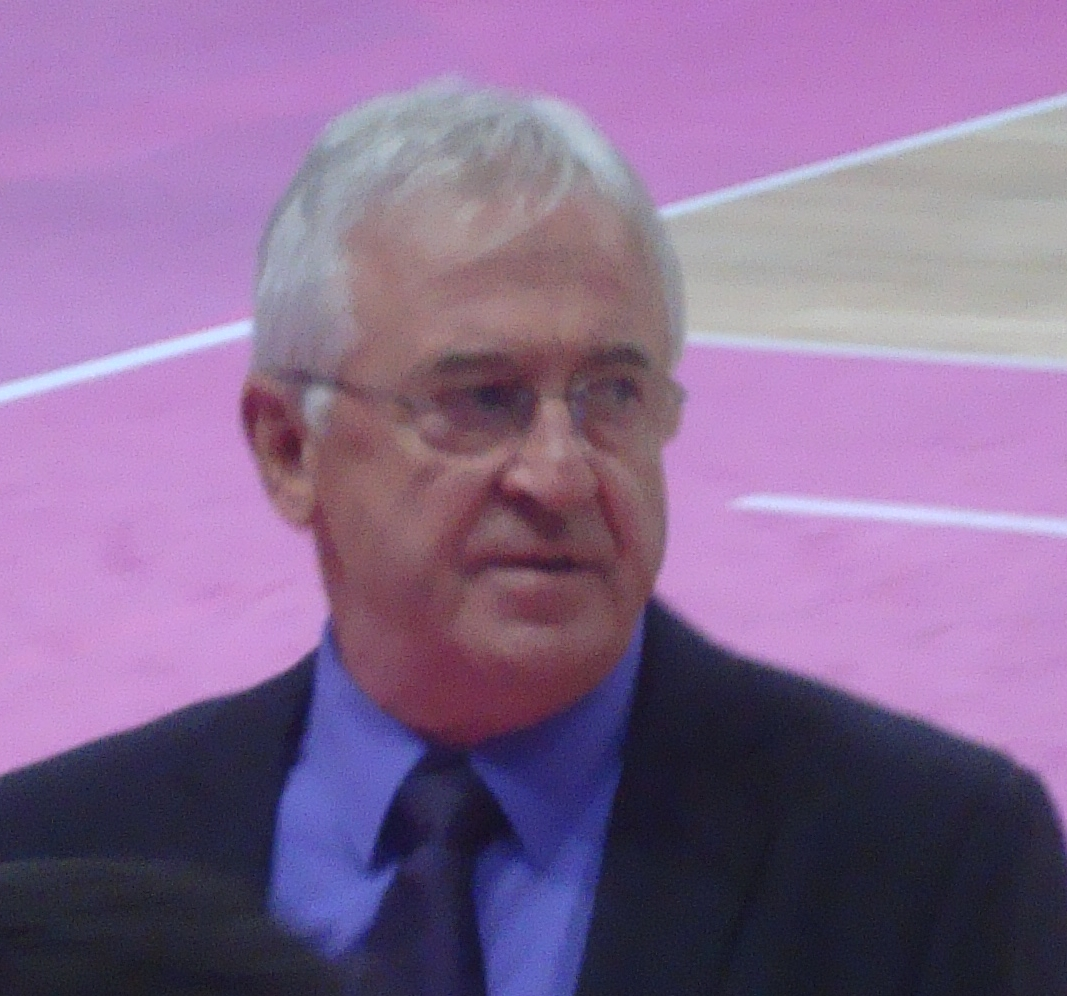
Alain Jardel avec Tarbes.

| Saisons               | Entraîneur                                                                          |
| 1986 – 1996           | Jean-Pierre Siutat                                                                  |
| 1996                  | Damien Leyrolles (fin de saison 1995-1996, intérim de J.-P. Siutat, démissionnaire) |
| 1996 – 1997           | Igor Grudin                                                                         |
| 1997 – 2000           | José Ruiz                                                                           |
| 2000 – 2003           | Damien Leyrolles                                                                    |
| 2003 – nov. 2007      | Pascal Pisan                                                                        |
| nov. 2007 – déc. 2007 | Patrick Maucouvert                                                                  |
| jan. 2008 – 2010      | François Gomez                                                                      |
| 2010 – 2011           | Alain Jardel                                                                        |
| 2011 – jan. 2012      | Pascal Pisan                                                                        |
| jan. 2012 – mai 2012  | Marie-Pierre Uriarte (intérim)                                                      |
| 2012 – 2015           | Cyril Sicsic                                                                        |
| 2015 – 2021           | François Gomez                                                                      |
| 2021 – mai 2022       | Francisco Pinto                                                                     |
| mai 2022 – présent    | François Gomez                                                                      |

### Présidents successifs
| Saisons                | Président                                 |
| Tarbes Gespe Basket    |                                           |
| 1983 – 1989            | Guy Vallin                                |
| 1989 – 1992            | Pierre Montagné                           |
| Tarbes Gespe Bigorre   |                                           |
| 1992 – 1993            | Pierre Montagné                           |
| 1993 – 1997            | Michel Uriarte                            |
| 1997 – 1998            | Michel Hatchondo et Annie Martin          |
| 1998 – 2002            | Jacques Dutrey                            |
| 2002 – 2004            | Pascal Claverie                           |
| 2004 – 2007            | Alain Urrutibéhéty                        |
| 2007 – 2014            | Michel Uriarte                            |
| été 2014               | Jean-Christophe Gonzalez et Fabrice Duran |
| sept. 2014 – nov. 2014 | Michel Uriarte (intérim)                  |
| nov. 2014 – juin 2015  | Michel Uriarte et Alain Coll              |
| juin 2015 – sept. 2018 | Alain Coll                                |
| fin 2018 – mai 2020    | Philippe Fournadet                        |
| juin 2020 – sept. 2023 | Laurent Cochain                           |
| sept. 2023 – présent   | Jeannie Cointre                           |

### Joueuses célèbres ou marquantes

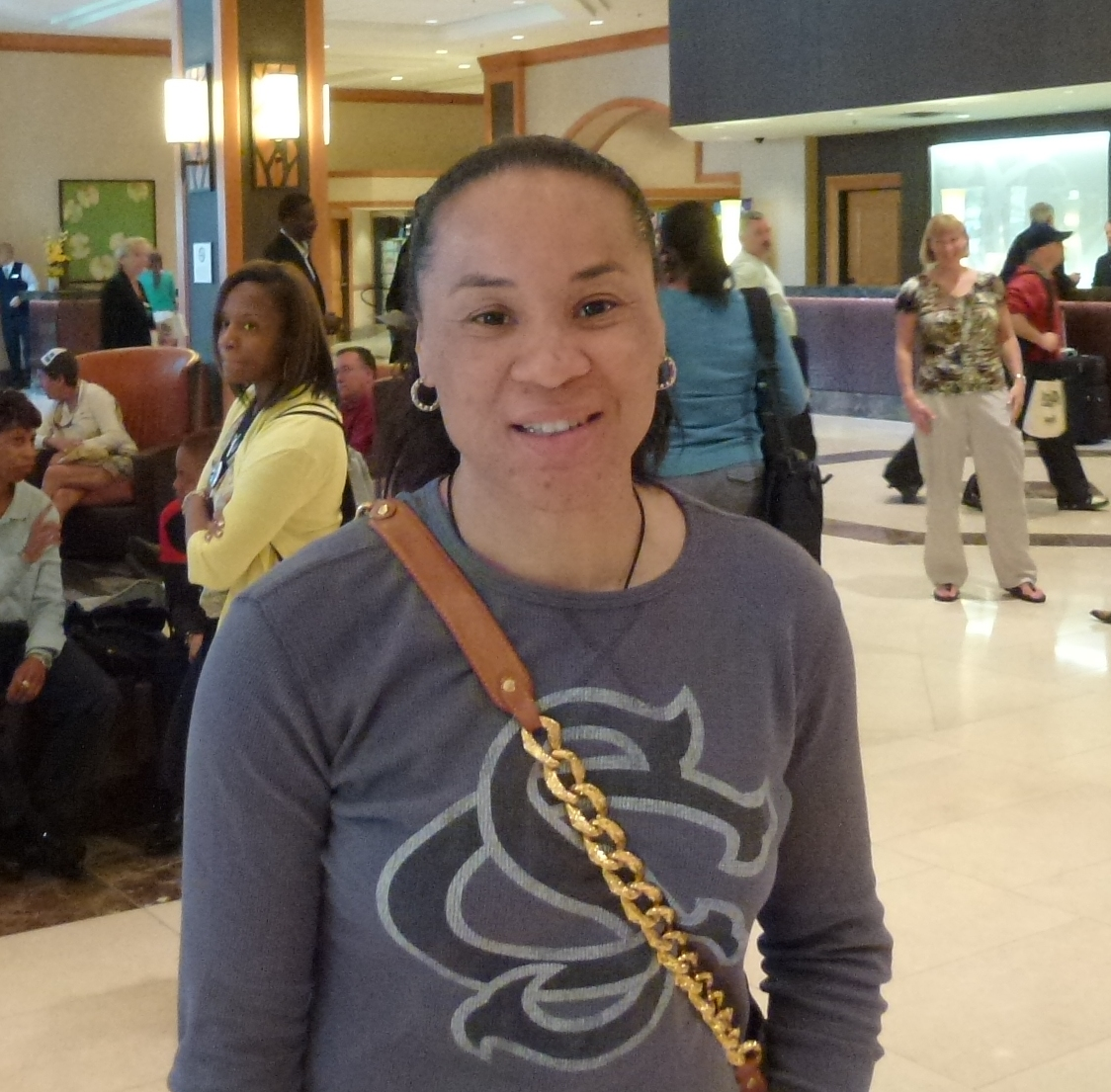
Dawn Staley.

Le TGB a vu évoluer sous son maillot de nombreuses joueuses de dimension internationale :
- Carla Leite : Draftée en WNBA en 9e position pour ses performances sous le maillot tarbais et MVP des PO 2024.
- Judith Balogh
- Corinne Benintendi
- Alex Bentley : All-Star WNBA
- Carla Porter-Boyd : internationale australienne, médaille d’argent aux JO 2000 de Sydney
- Daedra Charles
- Teresa Edwards : Une star aux États-Unis. Elle prononça le serment olympique à Atlanta en 1996. 5 participations aux JO pour 4 médailles d’or. Une rue d’Atlanta porte son nom. A joué 205 matchs lors de sa carrière et n’en a perdu que 14.
- Christine Gomis, internationale française
- Émilie Gomis : rejoint Valenciennes après avoir débuté au TGB
- Jo Hill : internationale australienne, médaille d’argent aux JO 2000 de Sydney
- Vickie Johnson
- Andrea Kuklová
- Catherine Melain : une « fille en or » vainqueur de l’Euro en 2001 et 2009, plusieurs fois championne de France et vainqueur de l’Euroligue avec Bourges
- Lœtitia Moussard : fille en or, plusieurs fois championne de France et vainqueur de l’EuroLeague avec Bourges
- Paoline Salagnac : vice-championne d'Europe 2015
- Rankica Šarenac
- Dawn Staley : 1,65 m de rapidité, actuellement star aux États-Unis. Porte-drapeau des États-Unis lors de la cérémonie des JO d’Athènes 2004. Coach de l’Université du Temple, elle est assistante-coach de la sélection américaine après avoir disputé sa dernière saison de joueuse.
- Andrea Stinson : détient le record de points en championnat de France avec 54 pts contre Mirande.
- Polina Tzekova : 6 ans de service au club. Reconnue comme la meilleure intérieure de sa génération en Europe.
- Jennifer Whittle : internationale australienne, médaille d’argent aux JO 2000 de Sydney et championne du monde 2006 au Brésil.
- Isabelle Yacoubou : meilleure joueuse française de LFB 2009 et 2010 et meilleure joueuse de la finale LFB de 2010.
- Corinne Zago-Esquirol

### Joueurs renommés
- Cyril Julian (1993-1994)

## Les supporters

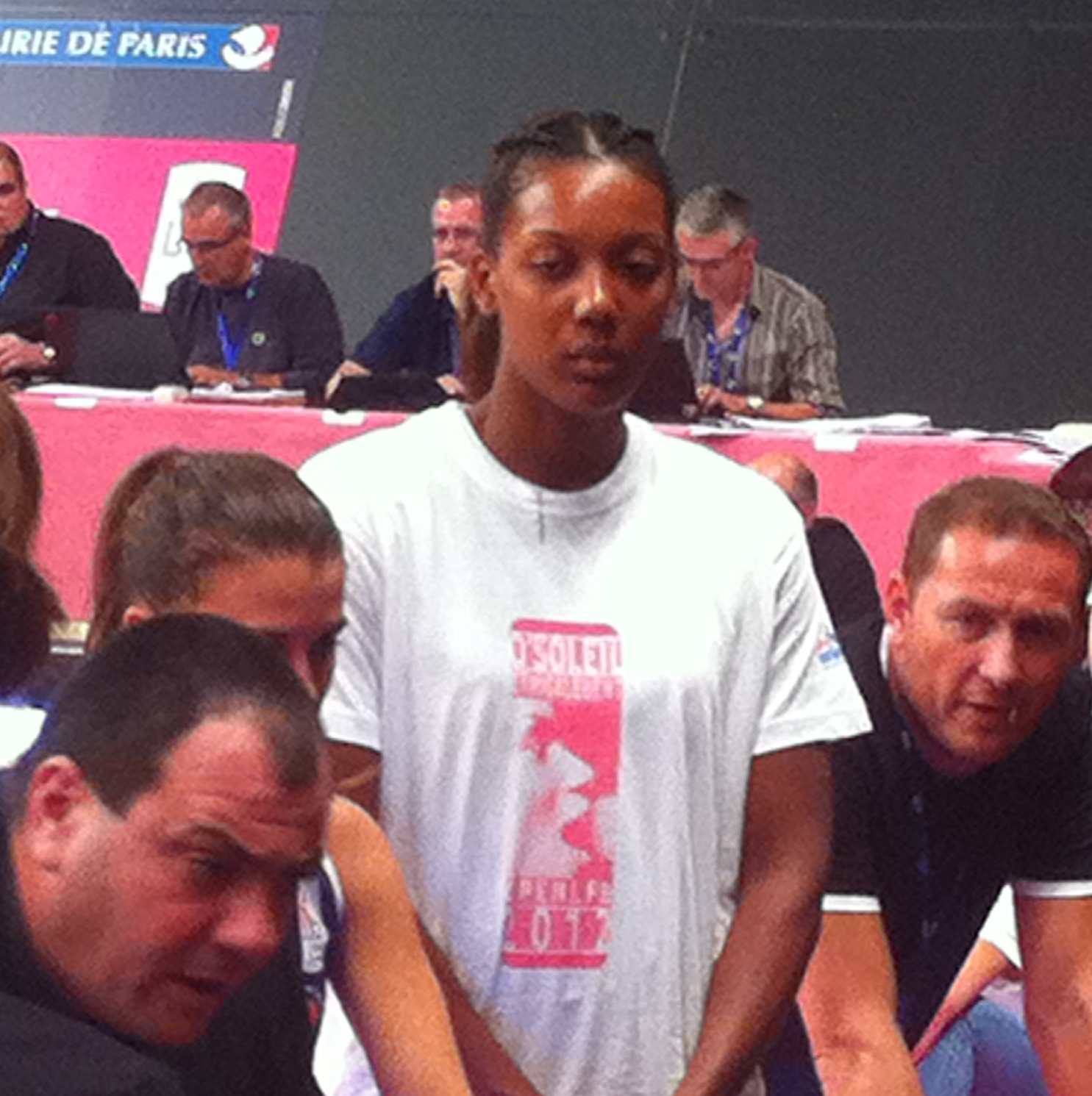
Angelica Robinson.

Le TGB possède un club de supporters, appelés les Festaïres du TGB, dont l’association, en sommeil pendant quelques saisons, a été reprise en 2004.